# Hyttsjön (Norbergs socken, Västmanland, 666659-150221)
Hyttsjön är en sjö i Norbergs kommun i Västmanland och ingår i Norrströms huvudavrinningsområde. Sjön har en area på 0,0876 kvadratkilometer och ligger 148,8 meter över havet. Sjön avvattnas av vattendraget Snytsboån.

## Delavrinningsområde
Hyttsjön ingår i det delavrinningsområde (666669-150278) som SMHI kallar för Inloppet i Nedre Håsjön. Medelhöjden är 173 meter över havet och ytan är 6,03 kvadratkilometer. Räknas de 4 avrinningsområdena uppströms in blir den ackumulerade arean 67,1 kvadratkilometer. Snytsboån som avvattnar avrinningsområdet har biflödesordning 4, vilket innebär att vattnet flödar genom totalt 4 vattendrag innan det når havet efter 227 kilometer. Avrinningsområdet består mestadels av skog (86 procent). Avrinningsområdet har 0,69 kvadratkilometer vattenytor vilket ger det en sjöprocent på 11,5 procent.